# Принс-Эдвард-Каунти
Принс-Эдвард-Каунти (англ. Prince Edward County) — объединённый муниципалитет (с 1998 года, ранее графство) в провинции Онтарио (Канада). Включает 10 коммун, административный центр — Пиктон; население согласно переписи 2016 года более 24,7 тысяч человек.

## География
Принс-Эдвард-Каунти занимает озёрный остров у северо-восточного побережья озера Онтарио в 1 часе езды от Кингстона (на восток) и 2 часах от Торонто (на запад). Протяжённость береговой линии острова — 800 км, общая площадь объединённого муниципалитета — 1052,6 км². В границах муниципалитета располагаются 10 коммун.
Через территорию муниципалитета проходят 2 шоссе провинциального значения — Лоялистское шоссе (шоссе 33) и шоссе 62. Имеются многочисленные яхт-клубы и рыболовные гавани, в одной из коммун муниципалитета — Пиктоне — действует грузовой порт; планы углубления дна в его районе с целью приёма круизных судов были отвергнуты в 2020 году.

## История
Археологические находки показывают, что люди обитали в районе современного Принс-Эдвард-Каунти 12 тысяч лет назад, в послеледниковый период, когда в этом регионе существовала тундровая экосистема. С потеплением климата друг друга поочерёдно сменили три палеоиндейских культуры: архаическая (охотники и собиратели), курганная (большие по численности племена, занимавшиеся зачаточным сельским хозяйством) и ранняя ирокезская (небольшие деревни с зачаточным сельским хозяйством), за которой в районе Девил-Панч-Боул последовала поздняя ирокезская культура с более крупными селениями и более развитыми сельскохозяйственными технологиями. Во второй половине 1700-х и в 1800-е годы местное коренное население (миссиссоги) сильно сократилось из-за болезней, занесённых европейскими переселенцами.
Первым европейцем в регионе стал Самюель де Шамплен, пересекший его в 1615 году. После этого через регион проходили торговые пути торговцев пушниной. В 1668 году была основана сульпицианская миссия, занимавшаяся проповедью христианства среди ирокезов северного побережья озера Онтарио. Деятельность миссии была прекращена в 1680 году. В результате торговых войн между французами, англичанами и голландцами регион с 1763 года попал под контроль Великобритании, которая провозгласила его индейской территорией, формально запретив создание в нём европейских поселений.
В результате американской революции, однако, положение изменилось, когда в первой половине 1780-х годов в регион прибыли около 500 британских лоялистов. Было проведено межевание земель и началось их заселение. Первыми посёлками европейцев на этой территории стали в 1784 году Марисберг и Приньерс-Коув. При нескольких посёлках в регионе возникли небольшие торговые гавани. Остров, на котором располагается современный Принс-Эдвард-Каунти, соединяли с материком несколько паромных линий, а позже был построен постоянный мост.
С начала 1800-х годов центральную роль в экономике графства играло земледелие. Вначале выращиваемая здесь пшеница шла на экспорт в Великобританию, а после гражданской войны в США основным её потребителем стала эта страна. Ситуация изменилась в 1890 году, когда повышенные американские тарифы сделали торговлю зерном с США нерентабельной, и регион переключился на производство молочных продуктов и консервируемых сельскохозяйственных культур. К 1902 году, по одной из оценок, в графстве производилась треть всех канадских плодово-овощных консервов, включая яблочный сидр и кленовый сироп.
С развитием автомобильного транспорта графство Принс-Эдвард в 1920-е годы превратилось в популярный центр отдыха для жителей соседних городов. В период Великой депрессии многие фермеры покинули регион, население которого упало ниже 17 тысяч человек. Новый рост начался в годы Второй мировой войны, когда на территории графства был создан авиационный учебный центр Британского содружества. В 1998 году в результате административной реформы десять населённых пунктов графства слились в объединённый муниципалитет, сохранивший название Принс-Эдвард-Каунти. Административным центром нового муниципального образования стал бывший город Пиктон, были сформированы 10 избирательных округов, границы которых совпадали с границами бывших коммун.

## Население и администрация
По данным переписи населения 2021 года, в Принс-Эдвард-Каунти проживали 25 704 человека — на 3,9 % больше, чем в 2016 году. Средний возраст жителей составлял 50,7 года, медианный — 56,8, что было намного выше, чем в целом по провинции (соответственно 41,8 и 41,6 года). Менее 12 % населения составляли дети и подростки в возрасте до 14 лет включительно, в то время как люди пенсионного возраста (65 лет и старше) составляли более трети от общего числа жителей, в том числе люди в возрасте 85 лет и старше — 3,8 %.
Около 2/3 жителей в возрасте 15 лет и старше в 2021 году состояли в официальном или незарегистрированном браке. Средний размер статистической семьи — 2,6 человека, чуть больше чем 10 % приходилось на семьи с родителем-одиночкой. Примерно 2/3 супружеских пар не имели детей, живущих с родителями, а в семьях с детьми (в том числе в семьях с родителем-одиночкой) было в среднем по 1,7 ребёнка. Средний размер домохозяйства — 2,2 человека, чуть более четверти домохозяйств состояли из единственного человека.
Почти 90 % жителей в 2021 году были уроженцами Канады, а 2/3 жителей-иммигрантов прибыли в страну до 1980 года. Более трети иммигрантов были выходцами из Великобритании, кроме того, насчитывалось значительное количество иммигрантов из Германии, Нидерландов и США. Для более чем 90 % жителей родным языком был английский, 7,5 % владели одновременно английским и французским.
Около 14 % жителей в возрасте 15 лет и старше к 2021 году не имели среднего образования. Около 30 % окончили ощеобразовательную школу или получили среднее специальное образование. Ещё треть имела диплом колледжа или другого послешкольного образовательного учреждения и почти четверть — академическую степень от бакалавра и выше. Значительные группы населения получили образование в инженерно-технической сфере, в области бизнеса и менеджмента, а также в сфере здравоохранения, медицинских и социальных услуг.
Муниципальный совет состоит из 15 депутатов и мэра. Депутаты избираются от 10 округов в зависимости от населения. Каждый округ представлен как минимум одним депутатом, но может иметь больше в соответствии с количеством жителей. Среди жителей Принс-Эдвард-Каунти были два федеральных и один провинциальный министр, на территории графства часть молодых лет провёл будущий премьер-министр Канады Джон Александр Макдональд.

## Экономика и туризм
Основу экономики муниципалитета составляют сельское хозяйство и индустрия туризма. Значительная часть населения занята в сфере обслуживания, важное место занимают частные пансионы класса «bed and breakfast», а также сдача жилья и торговля недвижимостью.
Из жителей города в возрасте 15 лет и старше чуть более половины в 2020 году состояли в национальном пуле трудоспособного населения. Уровень безработицы составлял 9,2 % (в среднем по Онтарио — 12,2 %). Около 3/4 трудоустроенного населения составляли наёмные работники и 1/4 — частные предприниматели. Наиболее значительные группы населения были заняты в сфере услуг и торговли, в мелких ремёслах и транспорте, в бизнесе и управлении, а также в образовании, юриспруденции и гражданской администрации.
Среди жителей в возрасте 15 лет и старше в 2020 году средний доход до вычета налогов составлял 55 950 долларов, медианный — 40 тысяч долларов (после вычета налогов соответственно 45 240 и 36,4 тысячи — незначительно ниже, чем в среднем по провинции). Медианный доход на домохозяйство составлял 81 тысячу долларов до и 72 тысячи после налогов, на экономическую семью — соответственно 97 и 85 тысяч долларов.